# Геология нефти и газа
Геология нефти и газа (геология углеводородов, нефтегазовая геология) — прикладной раздел геологии, изучающий образования и скопления углеводородов в недрах земли, с целью научно обоснованного прогноза нахождения залежей нефти и газа, выбора рационального комплекса методов их поиска, разведки, подсчёта запасов и оптимального режима разработки.
Задачи геологии нефти и газа: изучение вещественного состава углеводородов и вмещающих их пород (геохимия нефти и газа), сопутствующих им вод, форм залегания в недрах земли, условий формирования и разрушения, закономерностей пространственно-временного размещения залежей и месторождений нефти и газа, их генезиса.

## История
Геология нефти и газа начала становление как наука во второй половине XIX века, особенно в связи с появлением и распространением двигателей внутреннего сгорания.
В России координацию исследований по нефтегазовой геологии проводил Геологический комитет. Основные средства на исследования в этом направлении начали выделять с 1901 года.
В 1921 году К. П. Калицкий начал первый учебный курс «Геология нефти» в Горном институте и вышел учебник.

## Объект исследования
Главным объектом изучения геологии нефти и газа являются образования и скопления углеводородов. На минеральном уровне это пузырьки углеводородных газов, капли жидких и включения твердых углеводородов в кристаллах, а также плёнки вокруг минеральных и полиминеральных зёрен. На породном уровне — рассеянные углеводороды и концентрированные скопления в отдельных пластах. На надпородном уровне — это залежи и месторождения, а на литосферном — нефтегазоносные зоны и бассейны, нефтегазоносные пояса и узлы нефтегазонакопления.

## Методы
Геологоразведка нефти и газа.